# Two and a Half Men (4.ª temporada)
A quarta temporada de Two and a Half Men foi transmitida entre setembro de 2006 e maio de 2007 pelo canal CBS. A Classificação Indicativa de todos os episódios da temporada é de Não Recomendado Para Menores de 12 Anos.

## Elenco
- Charlie Sheen - Charlie Harper
- Jon Cryer - Alan Harper
- Angus T. Jones - Jake Harper
- Conchata Ferrell - Berta
- Holland Taylor - Evelyn Harper
- Melanie Lynskey - Rose
- Marin Hinkle - Judith Melnick
- April Bowlby - Kandi

## Prêmios e indicações
| Ano  | Resultado | Categoria                                        | Prêmio      | Artista                                           |
| ---- | --------- | ------------------------------------------------ | ----------- | ------------------------------------------------- |
| 2007 | Indicado  | Melhor Série de Comédia                          | Emmy Awards | -                                                 |
| 2007 | Indicado  | Melhor Ator em uma Série de Comédia              | Emmy Awards | Charlie Sheen                                     |
| 2007 | Indicado  | Melhor Ator Coadjuvante em uma Série de Comédia  | Emmy Awards | Jon Cryer                                         |
| 2007 | Indicado  | Melhor Atriz Coadjuvante em uma Série de Comédia | Emmy Awards | Holland Taylor                                    |
| 2007 | Indicado  | Melhor Atriz Coadjuvante em uma Série de Comédia | Emmy Awards | Conchata Ferrell                                  |
| 2007 | Ganhou    | Melhor Edição de Multicâmera para uma Série      | Emmy Awards | Joe Bella pelo episódio "Release the Dogs"        |
| 2007 | Ganhou    | Melhor Fotografia para uma Série de Multicâmera  | Emmy Awards | Steven V. Silver pelo episódio "Release the Dogs" |

## Episódios
| # | Título                                 | Diretor          | Roteiro                                                                 | Data de Exibição        | Código de Produção |
| --- | -------------------------------------- | ---------------- | ----------------------------------------------------------------------- | ----------------------- | ------------------ |
| 1 | "Working for Caligula"                 | Gary Halvorson   | Lee Aronsohn e Chuck Lorre                                              | 18 de Setembro de 2006  | 401                |
| Charlie retoma a sua vida de solteiro após Alan sair de sua casa. Depois de quatro meses de casamento, Alan entra em depressão após seu divórcio com Kandi, e como sua atitude em relação a isso não surpreende ninguém, Charlie arrisca ajudar o seu irmão escolhendo a pior das hipóteses: ligar pra mãe deles pra falar com ele. Citação do título: Berta, reclamando sobre ter que limpar a casa de Charlie depois de uma festa. |                                        |                  |                                                                         |                         |                    |
| 2 | "Who's Vod Kanockers?"                 | Gary Halvorson   | Chuck Lorre, Lee Aronsohn, Don Foster, Susan Beavers e Eddie Gorodetsky | 25 de Setembro de 2006  | 402                |
| Charlie acaba dizendo a Alan que não se casou com Mia por ela ter sugerido que ele e Jake saissem de casa. Charlie e Alan entram em acordo com um vizinho barulhento, que é o Steven Tyler. Nota: Por este episódio Charlie Sheen foi nomeado para o Primetime Emmy Awards de Melhor Ator numa série de comédia, mas perdeu para Ricky Gervais de Extras. Citação do título: Jake, depois que Charlie fala sobre os "porres de vodka" de Evelyn. Jake, na verdade, pergunta "Quem é esse Porre Sdevodka que você tá falando?". |                                        |                  |                                                                         |                         |                    |
| 3 | "The Sea is a Harsh Mistress"          | Gary Halvorson   | Lee Aronsohn, Chuck Lorre, Eddie Gorodetsky e Mark Roberts              | 2 de Outubro de 2006    | 403                |
| Charlie tenta surfar pra impressionar Dottie, uma linda moça que tinha acabado de conhecer, mas depois de quase se afogar ele acredita que teve uma visão de seu falecido pai. Nota: Por este episódio Holland Taylor foi nomeada para o Primetime Emmy Awards de Melhor Atriz Coadjuvante numa série de comédia, mas perdeu para Jaime Pressly de My Name Is Earl. Citação do título: Alan, tentando explicar o quase afogamento de Charlie. |                                        |                  |                                                                         |                         |                    |
| 4 | "A Pot Smoking Monkey"                 | Gary Halvorson   | Bill Prady e Maria Espada Pearce                                        | 9 de Outubro de 2006    | 404                |
| Alan tenta contratar o advogado de Judith para poder ganhar a custódia do cachorro que ele e Kandi dividiram, mas entra em desespero quando descobre que Judith deixou Kandi contratá-lo. Citação do título: Berta, falando sobre como é ver Jake comendo bananas. |                                        |                  |                                                                         |                         |                    |
| 5 | "A Live Woman of Proven Fertility"     | Gary Halvorson   | Don Foster e Susan Beavers                                              | 16 de Outubro de 2006   | 405                |
| Alan está muito feliz por Judith ter resolvido se casar de novo, pra não ter mais que pagar pensão. Alan pede ajuda a Charlie quando começa a ver que o dia do casamento talvez não possa chegar devido a Jake não gostar do noivo de sua mãe. Citação do título: Alan, descrevendo Judith para Herb. |                                        |                  |                                                                         |                         |                    |
| 6 | "Apologies for the Frivolity"          | Gary Halvorson   | Don Foster, Chuck Lorre, Lee Aronsohn e Mark Roberts                    | 23 de Outubro de 2006   | 406                |
| Charlie está namorando uma moça que tem o jeito igual de sua mãe, mas ele acaba não percebendo. Citação do título: Bobby o garçom, depois de levar uma bronca de Lydia. |                                        |                  |                                                                         |                         |                    |
| 7 | "Repeated Blows to His Unformed Head"  | Gary Halvorson   | Chuck Lorre, Eddie Gorodetsky, Jim Patterson e Lee Aronsohn             | 6 de Novembro de 2006   | 407                |
| A filha de Berta, Naomi, está grávida e ela pede ajuda a Charlie para que confronte o pai do bebê que mora numa pobre vizinhança. Alan revela o seu fetiche, enquanto está com Naomi. Nota I: Por este episódio Jon Cryer foi nomeado para o Primetime Emmy Awards de Melhor Ator Coadjuvante numa série de comédia, mas perdeu para Jeremy Piven de Entourage. Nota II: Por este episódio Conchata Ferrell foi nomeada para o Primetime Emmy Awards de Melhor Atriz Coadjuvante numa série de comédia, mas perdeu para Jaime Pressly de My Name Is Earl. Citação do título: Charlie, explicando para Alan porque ele acredita que as notas de Jake são tão baixas. |                                        |                  |                                                                         |                         |                    |
| 8 | "Release the Dogs"                     | Gary Halvorson   | Susan Beavers, Jim Patterson, Chuck Lorre e Lee Aronsohn                | 13 de Novembro de 2006  | 408                |
| Alan sofre de insônia. Ele vai a psicóloga e ela diz que isso é porque ele tem inveja de Charlie e que esse fato acaba influenciando muito em sua vida. Charlie promete não sair com a mãe de uma garota que Jake está gostando. Quando Jake descobre que Charlie quebrou sua promessa, ele planeja sua vingança. Citação do título: Um policial em um helicóptero em duas ocasiões diferentes--quando Alan estava correndo na praia, sendo confundido com um bandido, e quando Charlie estava correndo atrás de Jake após o garoto o cobrir com uma gosma verde; a frase também foi dita por Alan, enquanto ele observava o ocorrido.                              |                                        |                  |                                                                         |                         |                    |
| 9 | "Corey's Been Dead For an Hour"        | Gary Halvorson   | Mark Roberts, Don Foster, Lee Aronsohn e Chuck Lorre                    | 20 de Novembro de 2006  | 409                |
| Charlie fica cansado de Alan ficar reclamando e chega a um consenso durante um encontro que tinha arrumado para os dois; Alan depois explica porque está acumulando uma grande quantia em dinheiro. Jake fica sozinho em casa pela primeira vez, mas Rose chega pra ficar com ele e os dois acabam vendo um filme de terror. Nota: A modelo brasileira Izabel Goulart faz uma participação especial no final do episódio. Citação do título: Jake, assistindo um filme de terror e gritando com um personagem. |                                        |                  |                                                                         |                         |                    |
| 10 | "Kissing Abraham Lincoln"              | Gary Halvorson   | Chuck Lorre, Mark Roberts, Lee Aronsohn e Eddie Gorodetsky              | 27 de Novembro de 2006  | 410                |
| A atitude rude de Lydia em relação a Berta, faz Charlie chegar a enfrentar um dilema. Enquanto isso, Kandi faz de tudo pra Alan parar de insistir com a ideia de vender o apartamento dos dois. Citação do título: Charlie, sobre um sonho que ele teve durante a noite. |                                        |                  |                                                                         |                         |                    |
| 11 | "Walnuts and Demerol"                  | Gary Halvorson   | Lee Aronsohn e Chuck Lorre                                              | 11 de Dezembro de 2006  | 411                |
| Os amigos e a família de Charlie interrompem o encontro que ele teria em plana véspera de Natal. Quando Evelyn vê com quem ele iria sair, ela toma extremas medidas para os dois não acabarem indo pra cama. Alan tem que contornar a situação de Judith e Herb, quando este não para de olhar para os seios de Kandi, fazendo Judith ficar furiosa. Citação do título: Alan, descrevendo os biscoitos de Natal que a mãe viciada em drogas de Judith costumava fazer. |                                        |                  |                                                                         |                         |                    |
| 12 | "Castrating Sheep in Montana"          | James Widdoes    | Chuck Lorre, Mark Roberts, Lee Aronsohn e Eddie Gorodetsky              | 8 de Janeiro de 2007    | 412                |
| Berta descobre que Alan está saindo com sua filha Naomi. Sendo assim, Berta acaba tratando bem Alan, preparando um jantar para que ele conheça toda sua família. Por conta disso, Alan acaba desistindo de sair com Naomi. Citação do título: Berta, contando como ela passou suas férias de verão. |                                        |                  |                                                                         |                         |                    |
| 13 | "Don't Worry, Speed Racer"             | Gary Halvorson   | Chuck Lorre, Lee Aronsohn, Mark Roberts e Susan Beavers                 | 22 de Janeiro de 2007   | 413                |
| Jake conta a Alan e Charlie que não aguenta mais ouvir de seu quarto os barulhos que Judith e Herb fazem durante noite. Isso acaba trazendo memórias ruins a Charlie, que pede ajuda a Rose pra fazer esquecer. Citação do título: Charlie, contando para Alan sobre quando ele flagrou Evelyn junto com seu namorado, quando ele tinha oito anos. |                                        |                  |                                                                         |                         |                    |
| 14 | "That's Summer Sausage, Not Salami"    | Gary Halvorson   | Don Foster, Chuck Lorre, Lee Aronsohn, Susan Beavers e Jim Patterson    | 5 de Fevereiro de 2007  | 414                |
| Charlie faz com que Alan saia com sua nova vizinha, Danielle (Brooke Shields) com a esperança de que o romance chegue a fazer Alan sair de sua casa. Mas com o tempo, Charlie acaba gostando de Danielle. Citação do título: Alan, descrevendo um dos itens da cesta de presentes que ele deu para Danielle. |                                        |                  |                                                                         |                         |                    |
| 15 | "My Damn Stalker"                      | James Widdoes    | Mark Roberts, Eddie Gorodetsky, Chuck Lorre e Lee Aronsohn              | 12 de Fevereiro de 2007 | 415                |
| Rose está indo pra Londres e Charlie fica supreso com a notícia. Alan faz um perfil falso em um site de encontros e acaba conhecendo uma mulher (Allison Janney) que só teve casamentos fracassados no passado. Charlie se dá conta de que acabou deixando a melhor mulher de sua vida ir embora. Citação do título: Charlie, se apressando para ver Rose uma última vez. |                                        |                  |                                                                         |                         |                    |
| 16 | "Young People Have Phlegm Too"         | Andrew D. Weyman | Eddie Gorodetsky, Mark Roberts, Chuck Lorre e Lee Aronsohn              | 19 de Fevereiro de 2007 | 416                |
| A jovem e bonita namorada de Charlie leva ele para um nova boate. Ela convida também Alan pra ir junto pra conhecer suas amigas mas fica chocado ao ouvir que está "velho". Charlie está preocupado com sua saúde, que acabou lhe dando um susto. Alan arruma um jeito de animar o irmão. Citação do título: Charlie, para Alan, depois que ele tosse e acaba cuspindo catarro. |                                        |                  |                                                                         |                         |                    |
| 17 | "I Merely Slept With a Commie"         | Gary Halvorson   | Chuck Lorre, Susan Beavers, Don Foster, Lee Aronsohn e Jim Patterson    | 26 de Fevereiro de 2007 | 417                |
| Depois de Evelyn dizer que ficou sentida ao saber que não tinha ido ninguém no funeral de uma amiga sua, Alan e Charlie acabam lhe dizendo que talvez acontecerá o mesmo quando ela morrer. Evelyn tenta provar o contrário fazendo amizade com um casal que adotou um menino da China. Isso pra fazer os Alan e Charlie ficarem de fora, literalmente. Citação do título: Evelyn, falando sobre a adoção de Changpu. |                                        |                  |                                                                         |                         |                    |
| 18 | "It Never Rains in Hooterville"        | Gary Halvorson   | Lee Aronsohn, Chuck Lorre, Don Foster e Mark Roberts                    | 19 de Março de 2007     | 418                |
| Alan começa a querer criar um laço mais forte com Jake quando percebe que o garoto está crescendo. Kandi investe em sua carreira de atriz, que poderia nem ter tido se ainda estivesse com Alan e sua vontade de ter mais filhos. Citação do título: Charlie, sobre os pôsteres do quarto de Jake. |                                        |                  |                                                                         |                         |                    |
| 19 | "Smooth as a Ken Doll"                 | Gary Halvorson   | Susan Beavers, Lee Aronsohn, Chuck Lorre, Eddie Gorodetsky e Don Foster | 9 de Abril de 2007      | 419                |
| Alan está feliz em assinar e dar o último cheque da pensão pra Judith. Charlie decide sair pra passear um pouco e acaba conhecendo a irmã de Herb, Myra. Charlie e Myra acabam se gostando por ter algo em comum: sua antipatia por Judith. Primeira aparição de: Judy Greer como Myra Melnick (Ela depois apareceu interpretando Bridget Schmidt, ex-esposa de Walden, na nona temporada.) Citação do título: Berta, explicando a situação de Alan quando ele desliga o telefone na cara de Judith. |                                        |                  |                                                                         |                         |                    |
| 20 | "Aunt Myra Doesn't Pee a Lot"          | Jerry Zaks       | Lee Aronsohn, Chuck Lorre, Eddie Gorodetsky e Jim Patterson             | 16 de Abril de 2007     | 420                |
| Alan toma frente com os preparativos do casamento de Judith.Alan conhece a ex-noiva de Herb .Myra e Charlie foram padrinhos do casamento de Judith.Myra diz a Charlie que esta noiva de outro rapaz. Citação do título: Jake, enquanto ele reclamava sobre Alan ter levantado quatro vezes durante a noite para ir ao banheiro. |                                        |                  |                                                                         |                         |                    |
| 21 | "Tucked, Taped and Gorgeous"           | Jerry Zaks       | Mark Roberts, Lee Aronsohn, Chuck Lorre e Don Foster                    | 23 de Abril de 2007     | 421                |
| Alan e Charlie re-examinam suas identidades sexuais após Alan ficar amigo de Greg, um gay. Enquanto isso, Jake se interessa pela filha de Greg. Citação do título: Charlie, quando Alan menciona uma vez em que Charlie ficou bêbado e fez sexo com "um cara de vestido". |                                        |                  |                                                                         |                         |                    |
| 22 | "Mr. McGlue's Feedbag"                 | Jon Cryer        | Lee Aronsohn, Chuck Lorre, Jim Patterson e Don Foster                   | 30 de Abril de 2007     | 422                |
| Alan pede a Charlie ajudar Jake com um resumo de um livro pra escola enquanto ele estará no Detran. Charlie aceita e então decide ir ver uma corrida e leva Jake consigo. Alan fica preso com a grande fila no Detran. Citação do título: Charlie, para Alan, sobre um cavalo no fim da estrada, alegando que alguém deu cristais de metanfetamina para o cavalo. |                                        |                  |                                                                         |                         |                    |
| 23 | "Anteaters. They're Just Crazy-lookin" | Lee Aronsohn     | Lee Aronsohn e Chuck Lorre                                              | 7 de Maio de 2007       | 423                |
| Charlie fica arrasado quando vê que o reparador que ele tinha contratado, encanta pela sua "Namorada" Chloe , contando-se que Berta e Judith também se apaixonam pelo reparador. Citação do título: Jake, falando sobre um animal que ele acha mais legal que um esquilo. Nota: Participação especial de Enrique Iglesias. |                                        |                  |                                                                         |                         |                    |
| 24 | "Prostitutes and Gelato"               | Ted Wass         | Susan Beavers e Eddie Gorodetsky                                        | 14 de Maio de 2007      | 424                |
| Evelyn arranja um novo namorado, Teddy, que convida Alan e Charlie pra irem pra Las Vegas. Os dois param pra pensar nas relações de idas e vindas de sua mãe, mas por fim acabam achando Teddy o mais legal. Primeira aparição de: Teddy Leopold Citação do título: Alan, contando para Berta o que Teddy comprou para ele e Charlie em Vegas. |                                        |                  |                                                                         |                         |                    |